# Фаду
Фа́ду (порт. fado — доля) — особливий стиль традиційної португальської музики, емоційною домінантою якого є складне поєднання почуттів самотності, ностальгії, смутку й любовної туги. Часто сприймається як стиль музики, що характеризується тужливими мелодіями та піснями про море та буденне життя бідних верств населення, хоча, насправді, зміст цих пісень може бути різноманітним, однак потрібно дотримуватися певної структури. Як правило, музика пов'язана з португальським словом «саудаде» (порт. saudade), що символізує почуття втрати, постійної й непоправної шкоди, завданої подальшому життю.

## Етимологія
Слово Fado походить від латинського fatum й позначає, як і в оригінальній мові, долю. Однак, хоча це слово має два значення: фаду як стиль музики й фаду як доля, останнє рідко застосовується в португальській лексиці.

## Історія

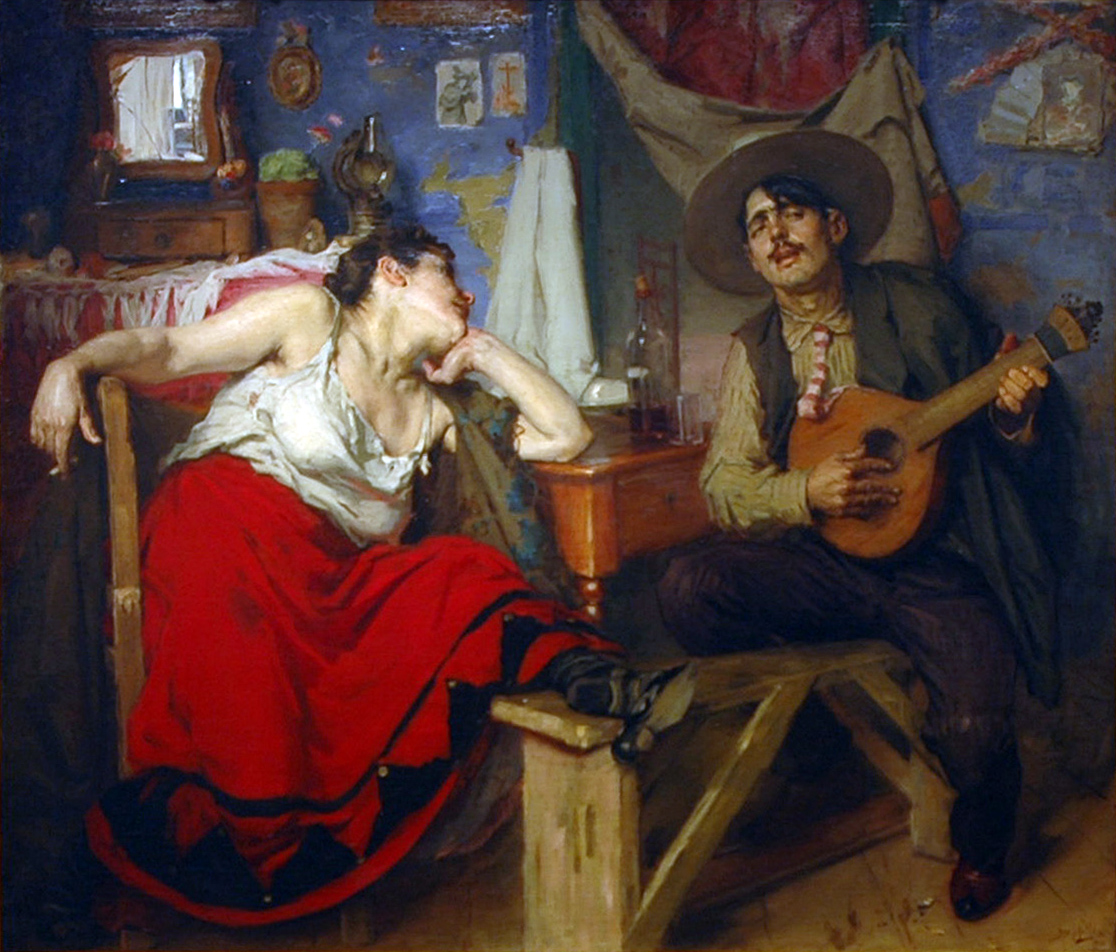
Фаду, художник Жозе Малхоа (1910 рік)

Жанр остаточно сформувався на початку XIX століття в результаті поєднання традиційних грецьких (наприклад, лаїка), романських й арабських музичних варіантів під певним впливом бразильської музики. Фаду відіграє важливу роль в національній самоідентифікації португальців, оскільки проводить чітку межу між яскравими й живими іспанськими ритмами, що уособлюють жвавий і різкий іспанський характер, та м'якою та меланхолічною душею португальського народу.

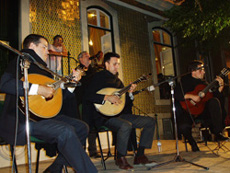
Гурт Fado Verdes Anos з Коїмбри (Португалія)

Існує два основних центри фаду: Лісабон та Коїмбра. Коїмбрський стиль фаду тісно пов'язаний з академічною традицією Коїмбрського університету. Він має витонченіші мелодії та виконується  лише́нь чоловіками. У Лісабоні фаду виконуються переважно в так званих будинках фаду (порт. casa do fado), як чоловіками, так і жінками. Королевою фаду вважається Амалія Родрігіеш. Португальська виконавиця Маріза багато зробила для того, аби цей стиль знайшов свого слухача й в інших країнах світу.

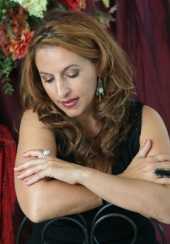
Співачка Романа Вієйра виконує фаду в Сан-Франциско (США)

## Відомі виконавці

### Співаки
- Амалія Родрігіш (порт. Amália Rodrigues)
- Дулсе Понтіш
- Карлуш ду Карму (порт. Carlos do Carmo)
- Кармінью (порт. Carminho)
- Кріштіна Бранку (порт. Cristina Branco)
- Мафальда Арнаут (порт. Mafalda Arnauth)
- Маріза (порт. Mariza)
- Мізія
- Родрігу Кошта Фелікс
- Сезарія Евора

### Гітаристи
- Антоніу Шаїнью
- Карлуш Паредуш

### Гурти
- Madredeus

## У кінематографі
- У 2007 році іспанський кінорежисер Карлос Саура зняв документальний фільм «Фаду» (Fados), що містив у собі виконання пісень у даному стилі португальськими співаками та інтерв'ю з ними.